# Israélites (religion)
Ne doit pas être confondu avec Israélites.

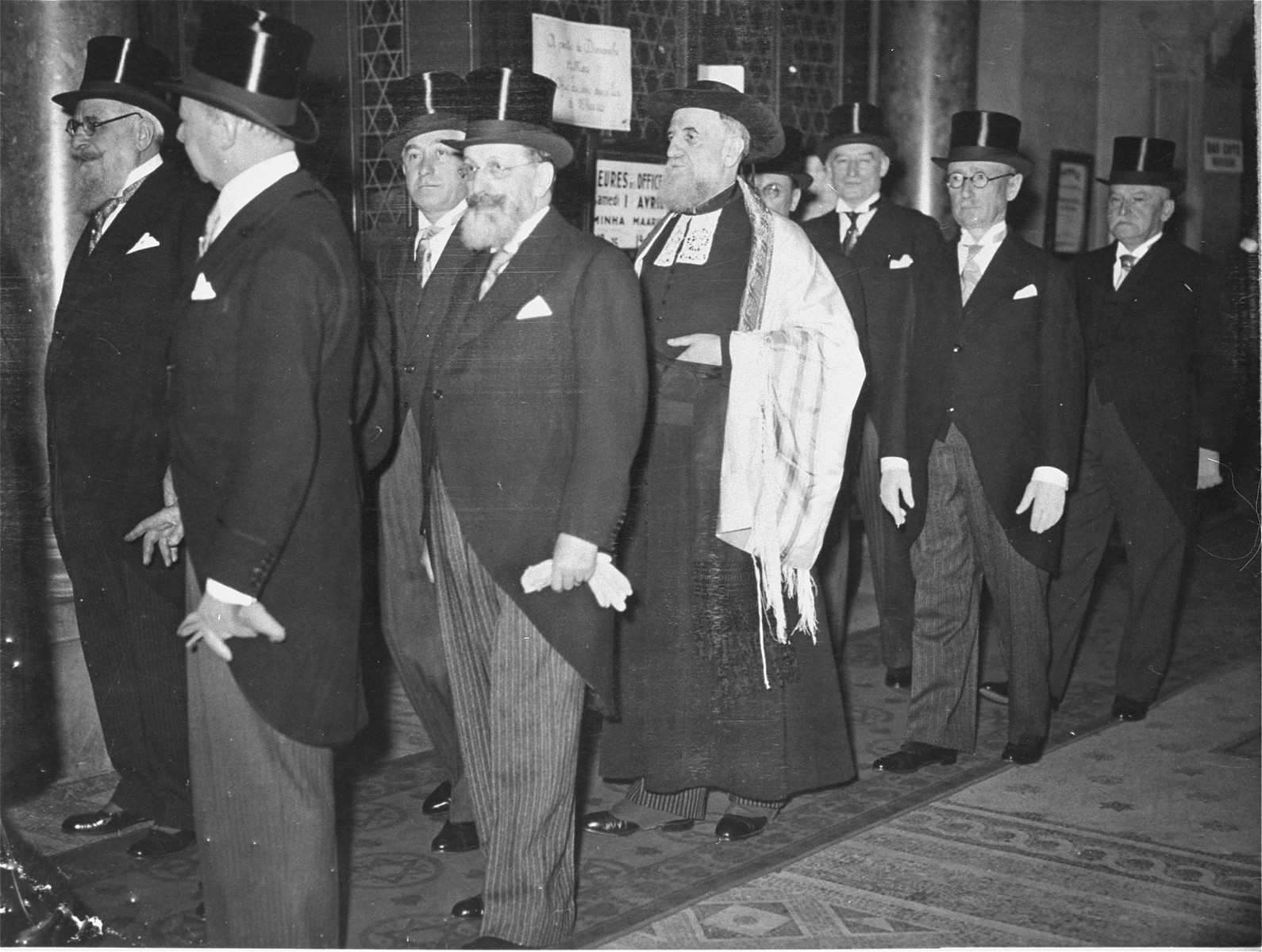
L'installation du grand-rabbin de France, Isaïe Schwartz, 1939.

Israélites ou citoyens de confession mosaïque (en allemand: Israeliten, Deutschen mosaischen Konfession; en hongrois:  Izraeliták, Mózes-hitű magyarok) a été une appellation pour les citoyens juifs, dans de nombreux États d'Europe occidentale et centrale, pendant la période d'émancipation, de l'Acte de tolérance à l'entre-deux-guerres.
Le terme voulait souligner leur appartenance aux nations locales et limiter tout particularisme juif à la sphère purement religieuse. Après la Shoah, l'expression est progressivement tombée en désuétude, et l'idéologie derrière elle a pratiquement disparu.

## Émancipation
Berr Isaac Berr (1744-1828), syndic des Juifs de Lorraine, déjà auteur du Discours des députés des Juifs des provinces des Èvêchés d'Alsace et de Lorraine, prononcés à la barre de l'Assemblée nationale le 14 octobre 1789, publie des Réflexions sur la régénération complète des Juifs en France, datées du 30 mai 1806 dans lesquelles il exhorte l'empereur à reconnaître la religion juive et demande que le mot « juif » soit abandonné pour celui d'israélite : 

« Il serait peut-être également à désirer, pour atteindre le but plus efficacement, de faire supprimer entièrement le mot Juif dans la langue française. La Bible ne les nomme qu’enfants d’Israël, leur langue est connue sous la dénomination de langue hébraïque ; ils ont longtemps été connus sous le seul nom d’Israélites ; ne faudrait-il pas continuer de les nommer Israélites ou Hébreux ? Comme leur culte hébraïque ou judaïque, l’opinion dérisoire appliquée au nom de Juif s’éteindra par l’oubli de la pratique de ce mot dans le sens abusif. La régénération future et complète de leur part, empêchera de faire des applications semblables aux mots d’Hébreux ou d’Israélites, autres que la signification première. Le mot de Juif en français, et de Jüde en allemand, ne provient, à ce qui me semble, que du nom que portait le royaume de Judée, et de ce qu’en la langue hébraïque, de laquelle la plupart de leurs prophètes et historiens se sont servis, on trouve le mot de Jehoudi. Aujourd’hui que nous n’avons pas d’autre patrie, d’autres terres natales que l’empire français, pourquoi, sous le règne du grand Napoléon, ne reprendrions-nous pas, pour distinguer notre religion d’avec la croyance des autres sectes religieuses, le nom d’origine de notre existence, et le premier nom d’Israël que Dieu nous avait donné ? »

Au XIXe siècle le mot israélite remplace le mot juif pour les institutions dont le rôle est d'administrer le culte religieux en France. Cela commence avec la création du Consistoire central israélite de France créé par Napoléon Ier. On en trouve encore la trace dans les intitulés de nombreuses institutions, telles l'Alliance israélite universelle ou les Éclaireuses et éclaireurs israélites de France.
Le terme va donc en général désigner en France jusqu'à la Seconde Guerre mondiale les Juifs considérés comme intégrés dans le jeu des institutions.

## Période contemporaine

### Avant 1945

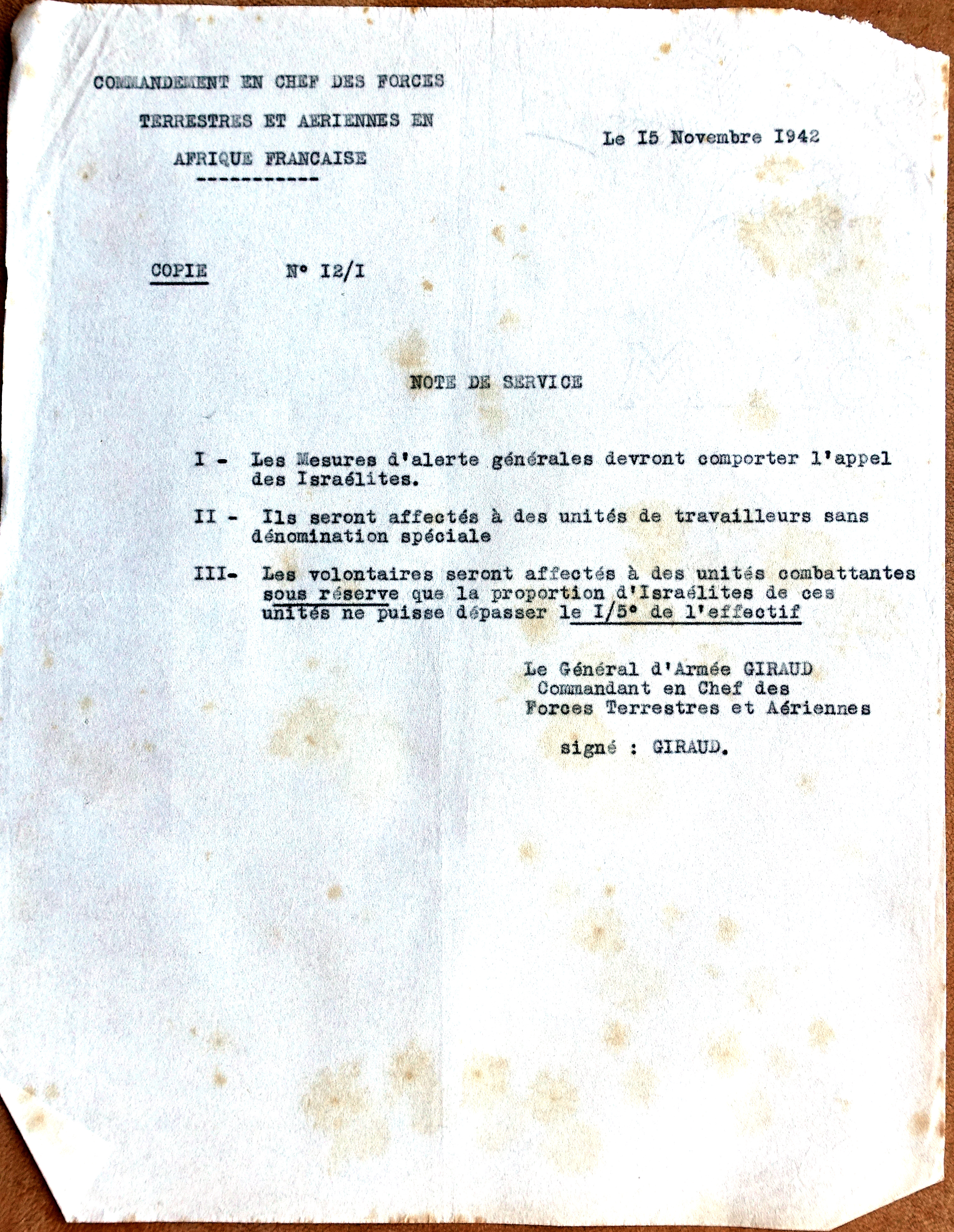
Note de service de 1942 désignant des soldats Juifs algériens sous le terme Israélites.

Avant la Seconde Guerre mondiale, une importante population juive immigrée d'Europe de l'Est, issue du Bund et le plus souvent athée, ne se reconnaît pas dans la conception française d'une judaïté qui est considérée comme une simple religion ou une confession, à l'instar du protestantisme et du catholicisme.
Aussi le terme juif est-il réintroduit en France d'une part par cette population juive étrangère, à la fois anti-religieuse et révolutionnaire, d'autre part par l'Allemagne nazie qui occupe le pays et qui impose sa politique raciale et les déportations massives vers l'Allemagne.
Il existe alors un antagonisme, qu'on pourrait appeler de classe, entre la population française israélite qui est bourgeoise, bien assimilée et conservatrice, et la population juive immigrée qui est pauvre, étrangère et révolutionnaire. Les premiers reprochent aux nouveaux arrivants de perturber la paix sociale et de provoquer de l'antisémitisme.
Plusieurs institutions juives laïques sont créées pendant l'occupation à l'initiative des Juifs nouveaux venus, en marge et en concurrence du Consistoire central israélite de France, notamment le Comité général de défense juive, créé dans la clandestinité dès juillet 1943 avec pour objectif premier le sauvetage des Juifs réfugiés en France, alors gravement menacés par les déportations et la répression contre les actions de résistance.

### Après-guerre
Il devient en 1944, à la Libération, le CRIF, Conseil représentatif des israélites de France, aujourd'hui Conseil représentatif des institutions juives de France. Ces structures rassemblent la plupart des divers mouvements activistes juifs athées de l'époque (communistes, Bundistes et sionistes).
La Shoah a changé le regard sur ce « modèle israélite » qui appartient aujourd'hui à l'histoire de l'« exception française » et dont témoignent les débats sur l'identité juive. L'usage du terme « israélite » a pris d'autres connotations qui peuvent, eu égard à l'origine de celui-ci, paraître paradoxales. Utiliser aujourd'hui le mot « israélite » comme synonyme du mot « juif » provoque toujours des déplacements de sens. En France, cette fonction d'« euphémisation » est souvent à l'œuvre dans la rhétorique des discours de l'extrême droite. Sinon les historiens l'utilisent en faisant référence à cette situation française.
Il est toujours utilisé dans la désignation d'institutions historiques telles le Consistoire central israélite de France ou celui de Belgique ou encore l'Alliance israélite universelle.

En 2000, Annette Wieviorka écrit : 

« Qu'on le veuille ou non, le modèle républicain traditionnel est derrière nous. II n'y a plus, dans notre pays, de Français de confession mosaïque. »